# Patrouille de France
A Patrouille Acrobatique de France "Patrulha Acrobática Francesa"), também conhecida como Patrouille de France (PAF), é a unidade de demonstração de acrobacias de precisão da Força Aérea e Espacial Francesa, oficialmente comissionada em 1953.
Usando a unidade francesa de Aerobática Aérea (em francês: Voltige aérienne Française) da Força Aérea e Espacial Francesa, a missão é representá-la e liderar o papel de embaixadora da aeronáutica francesa no exterior. Estacionado na Base Aérea 701 Salon-de-Provence em Bouches-du-Rhône, é o mais antigo (ativo desde 1931) e considerado um dos melhores do mundo. Composta por 9 pilotos e 35 mecânicos, a patrulha (La Patrouille) divide seu tempo entre a temporada de inverno (saison hivernale) de treinamento e a temporada de verão (saison estivale) exibições aéreas.
A unidade tradicionalmente abre o desfile militar do Dia da Bastilha em Paris com 9 Alpha Jets, apresentando uma demonstração de vinte minutos de mudanças de formação e crossovers narrados pelo diretor da equipe de apresentação da Força Aérea Francesa, também piloto de jato e oficial de relações públicas. Cada manobra é filmada por um especialista em foto e vídeo, pois um piloto também costuma estar presente (muitas vezes o piloto substituto), supervisionando as comunicações entre o PAF e o controlador para segurança de voo.

## Oficialização
Durante um encontro aéreo em 17 de maio no campo da Maison-Blanche (Casa Branca), na Argélia, o comentarista do programa piloto da escadrille e jornalista Jacques Nœtinger, extremamente impressionado com o espetáculo que acabara de presenciar, batizou oficialmente a Patrulha da França como "Patrouille de France". O quartel-general do Estado-Maior da Força Aérea Francesa confirmou esta denominação em 14 de setembro de 1953.

## Formações
O programa da Patrouille de France é renovado a cada ano. Cada programa, designado "série", é determinado pelo líder de acordo com todos os membros da equipe.
Este programa é proposto para ser validado pela comissão de voo de segurança, antes de ser validado, à semelhança de todos os pilotos de demonstração, pelo Chefe do Estado-Maior da Força Aérea Francesa durante a primavera em uma Base Aérea.
A série para o ano é dividida em duas partes, o "ruban" (8 Alphajet evoluem em uma formação de quarto apertado e mudam de formação) e o "synchro" (o Patrouille é dividido em duas formações e conduz alternadamente figuras de 2, 4 ou 6 aeronaves). As cadeias de manobras devem ser perfeitamente sincronizadas entre o líder e o líder solo, a fim de evitar tempo morto para o público, e evitar igualmente a sobreposição de duas figuras.
A figura emblemática do Patrouille é o coração (equilíbrio em Y a 6 cortado por uma flecha realizada pelos dois solos).
Os pilotos voam a velocidades entre 300 e 800 km/h, estando apenas espaçados uns dos outros por 2 ou 3 metros.
A formação base da Patrouille de France é o "Diamant" (Diamante); no entanto, o repertório inclui inúmeras outras formações, e pode ser orquestrado em uma série. O repertório da Patrouille de France consiste em pelo menos 20 formações diferentes.

## Acidentes
- 1935 - Morte do Chief Warrant Officer (em francês:  Adjudant-Chef) Carlier após um acidente.[6]
- 1967 - Na saída da última explosão habitual (em francês:  éclatement), o Fouga Magister do capitão Didier Duthoit, comandante em segundo da PAF, caiu nas proximidades de uma arquibancada. O piloto morreu.
- 1980 - Dois Fougas colidiram enquanto executavam uma manobra sincronizada. Os dois pilotos morreram.
- 1981 - Um Alpha Jet pilotado pelo comandante caiu no norte de Aix-en-Provence. O piloto não ejetou e morreu.
- 1982 - Um Athos 8 caiu durante um ensaio na Base Aérea de Salon-de-Provence. O piloto morreu.
- 1983 - Duas aeronaves colidiram no ar enquanto realizavam uma manobra sobre Niort. As aeronaves faziam parte de dois grupos de quatro aeronaves cada, praticando um crossover 4 vs 4. Dos dois pilotos, um, o tenente Vuillamy, foi morto, enquanto o outro sobreviveu.
- 1987 - Os dois solos colidiram durante uma reunião em Annemasse. Nenhum dos pilotos ficou ferido.
- 1991 - Os dois solos colidiram. Um piloto morreu, enquanto o outro foi ejetado e sofreu ferimentos.
- 1992 - O segundo solo caiu durante um voo de treinamento na Base Aérea de Salon-de-Provence. O piloto evitou por pouco uma rodovia, ativou o assento ejetável tarde demais e morreu.
- 1993 - Durante um voo de treinamento, um dos solos Alpha Jet caiu perto da Base Aérea de Cameri, na Itália. Os dois pilotos ejetaram e sofreram ferimentos.[7]
- 2002 - Ao retornar à Base Aérea de Salon-de-Provence após uma missão de treinamento, um Alpha Jet caiu em uma curva antes do pouso. O piloto, capitão Daniel Marchand, tentou ejetar tarde demais e foi morto.[8]
- 2010 - Enquanto realizava uma manobra solo durante uma missão de treinamento, um dos Alpha Jets solo caiu perto do Aeroporto Orange Plan de Dieu (fr) perto de Orange, Vaucluse. O piloto, capitão Sylvain Courtot, ejetou 10 metros do solo e pousou a metros da aeronave acidentada. Ele sofreu fraturas e retomou voos em 2011.  O "substituto" de 2009 fez seu retorno ao Patrouille para realizar a temporada de 2010.
- 2019 - Em 25 de julho, um Alpha Jet invadiu a pista do Aeroporto de Perpignan. O piloto ejetou.[9]

## Galeria

Algumas fotos das demonstrações da Patrouille de France
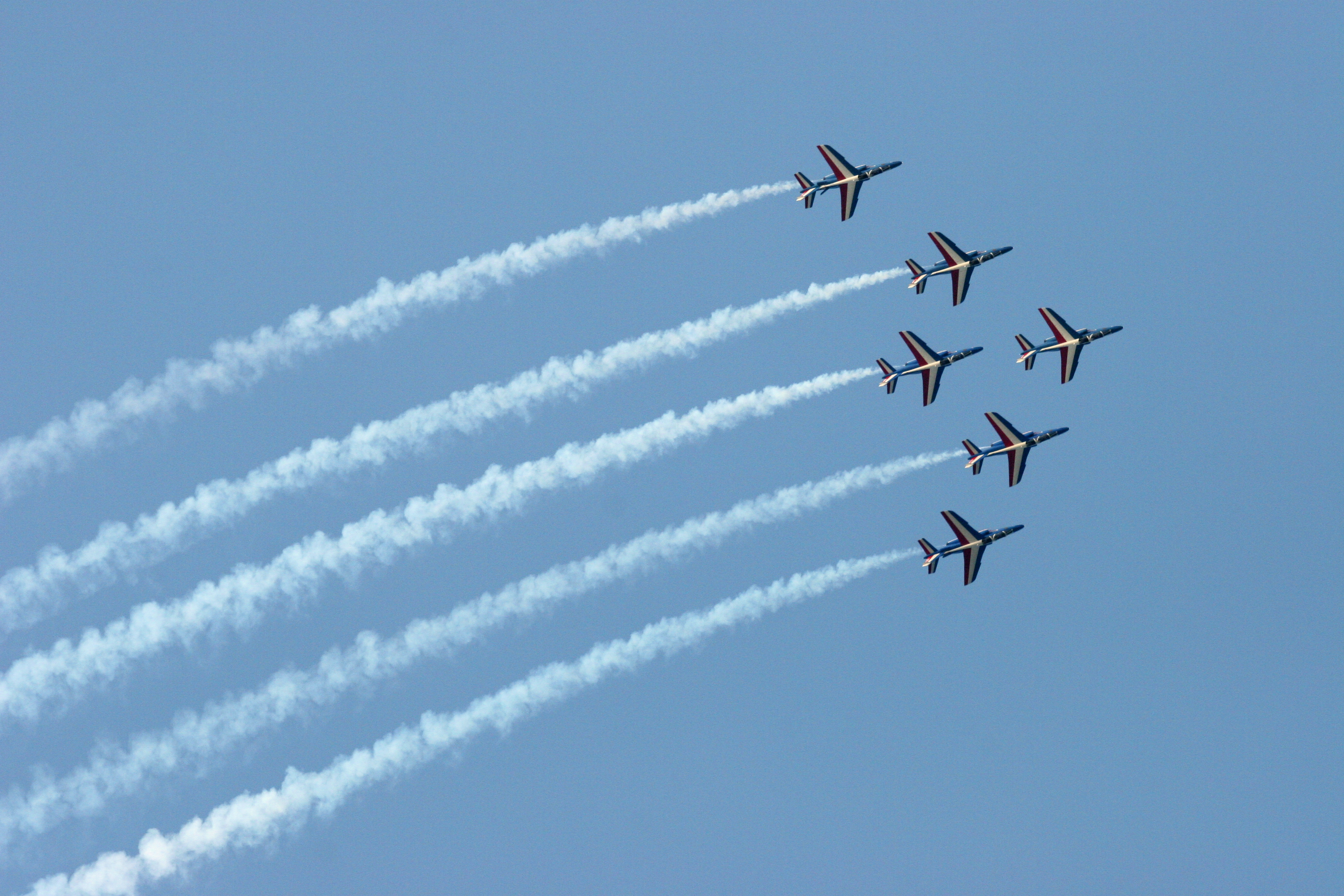
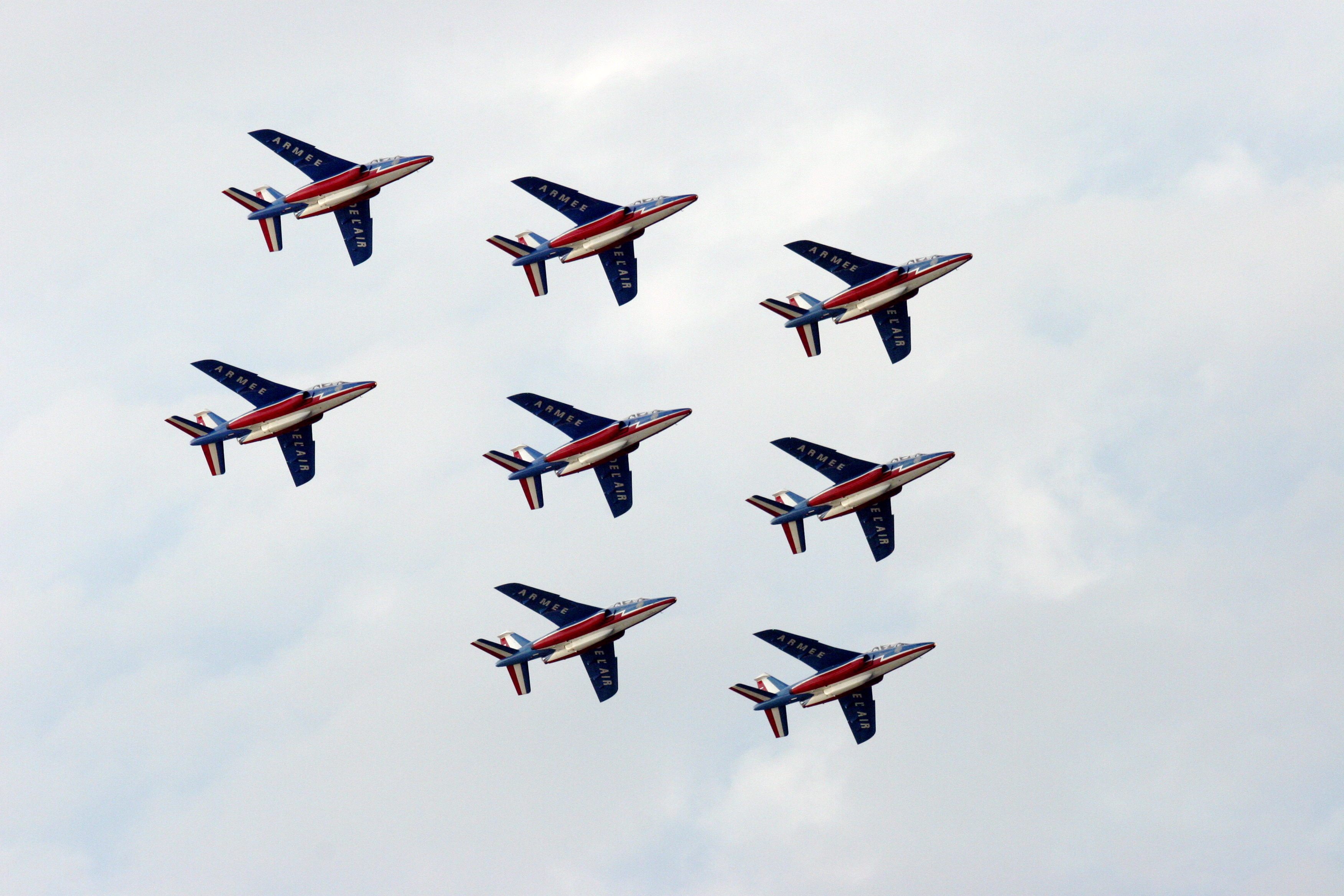
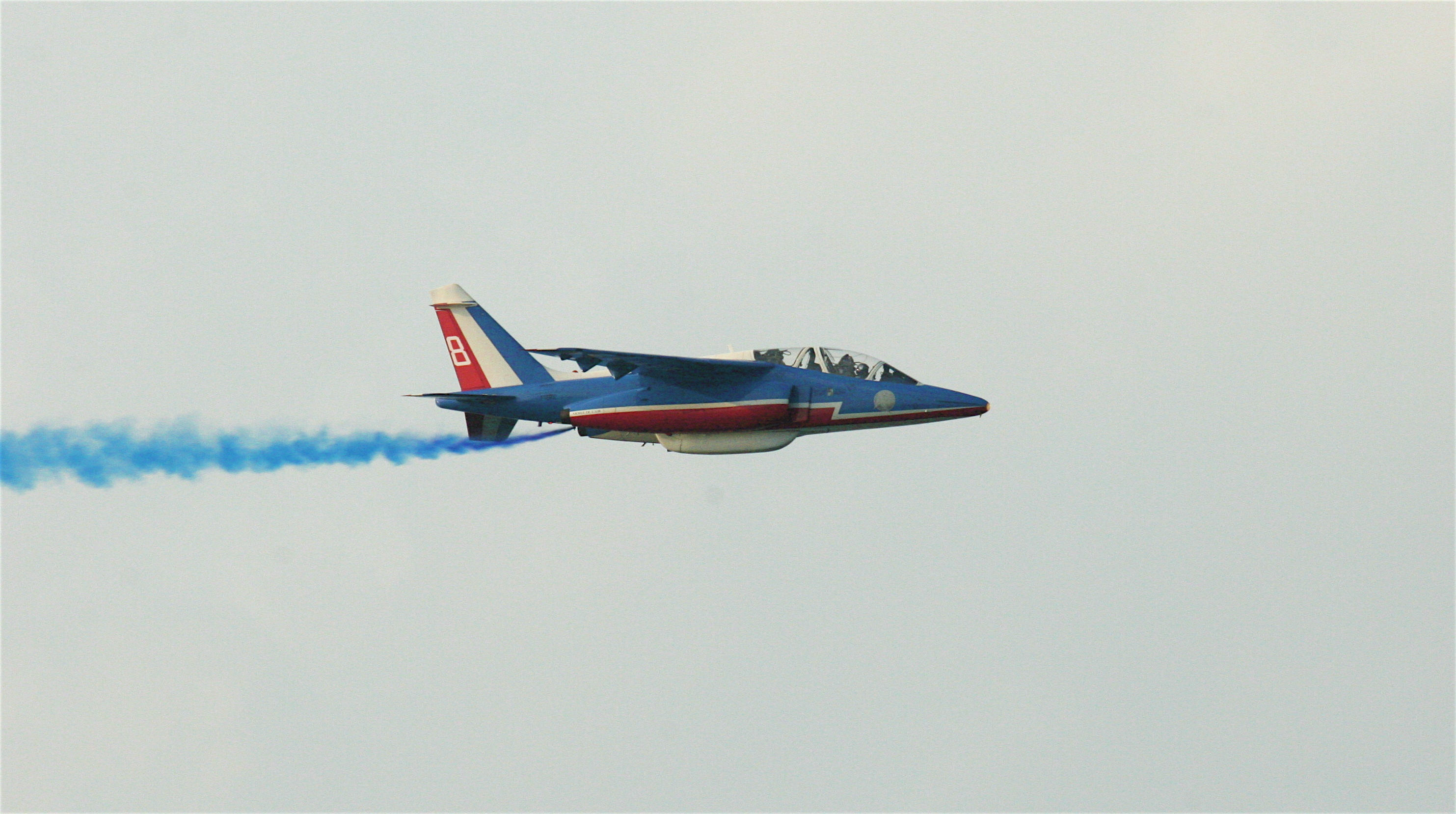
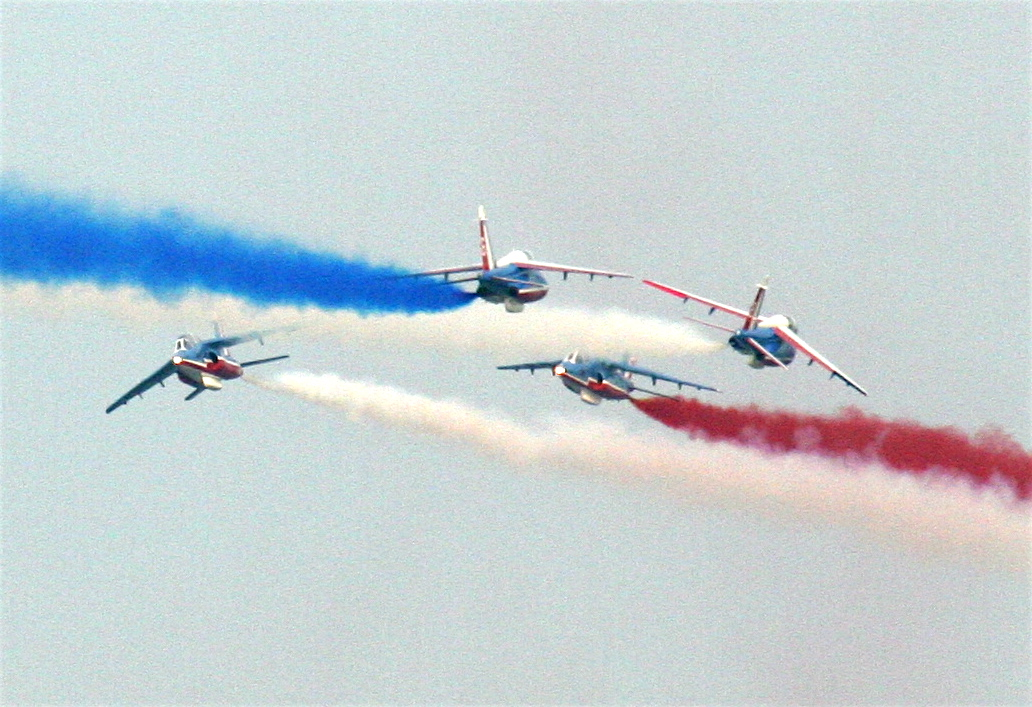
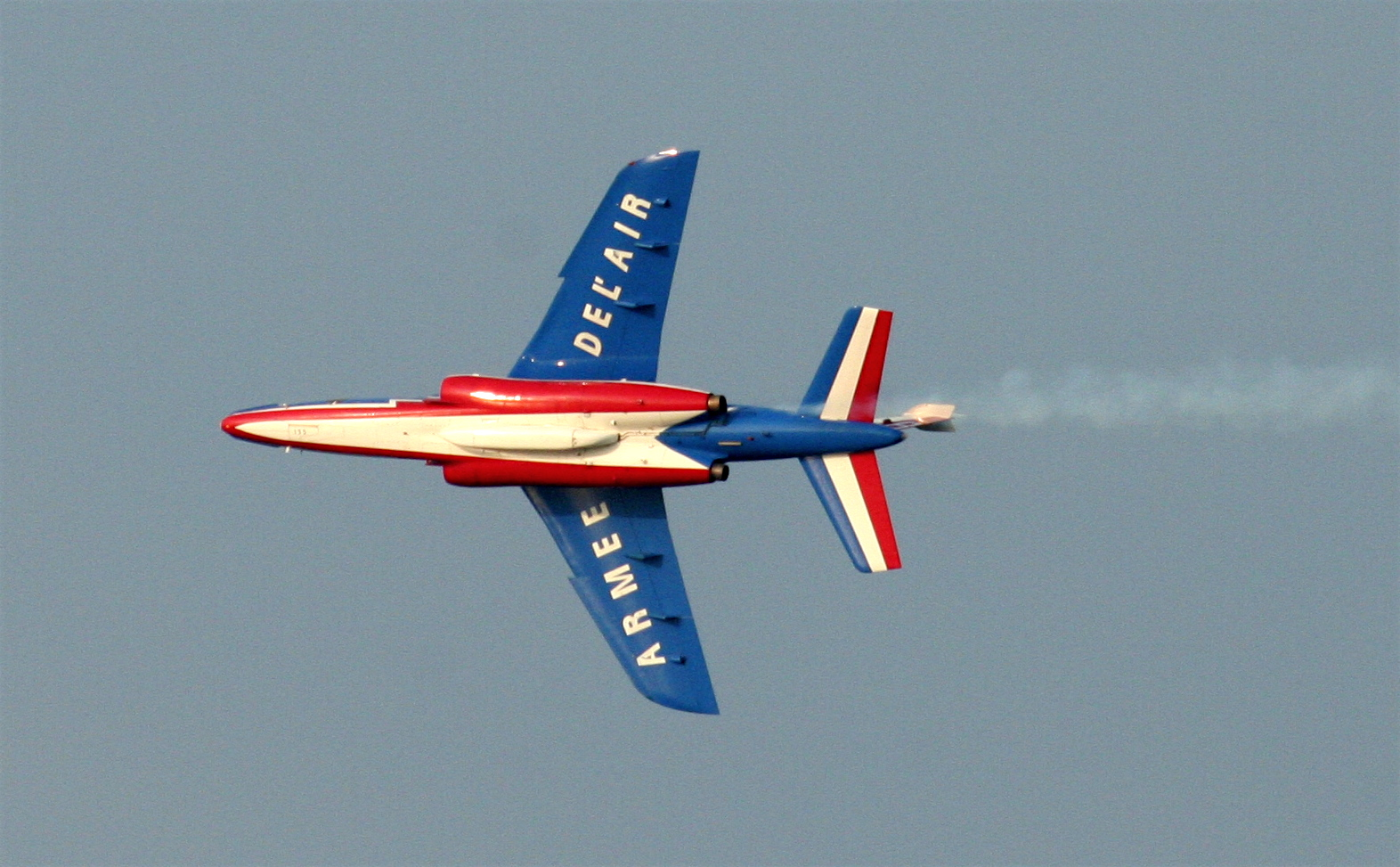
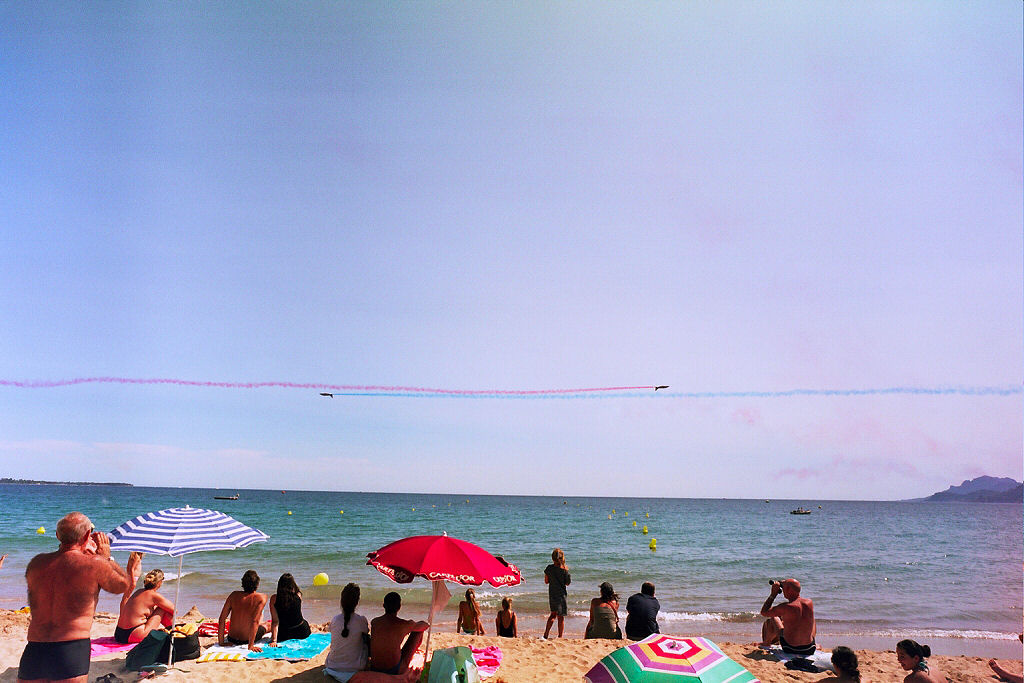
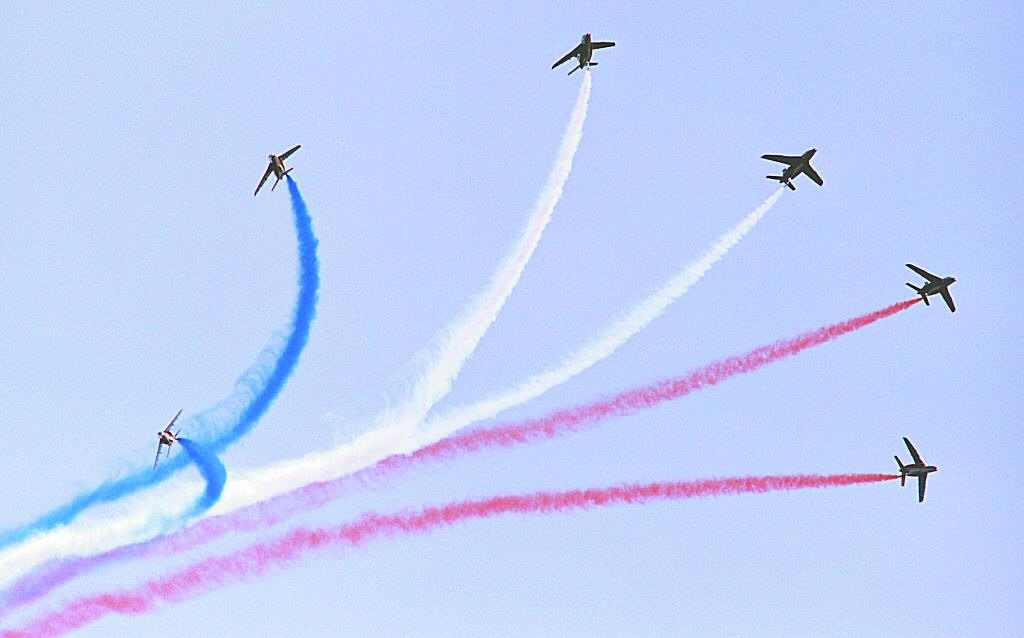
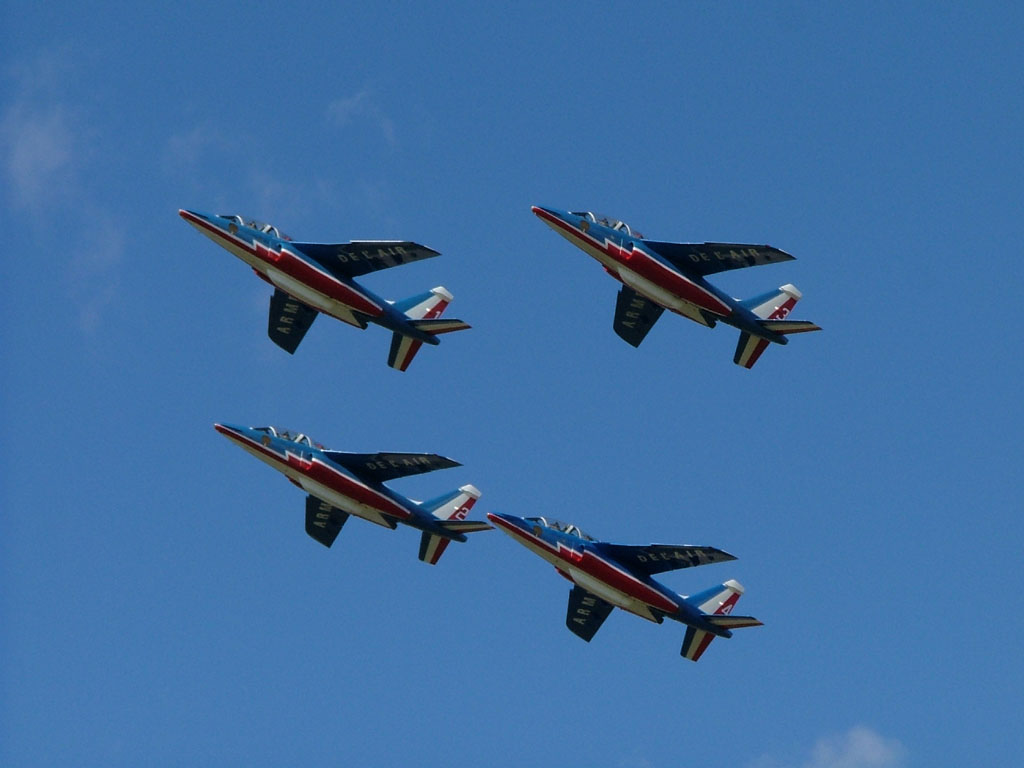
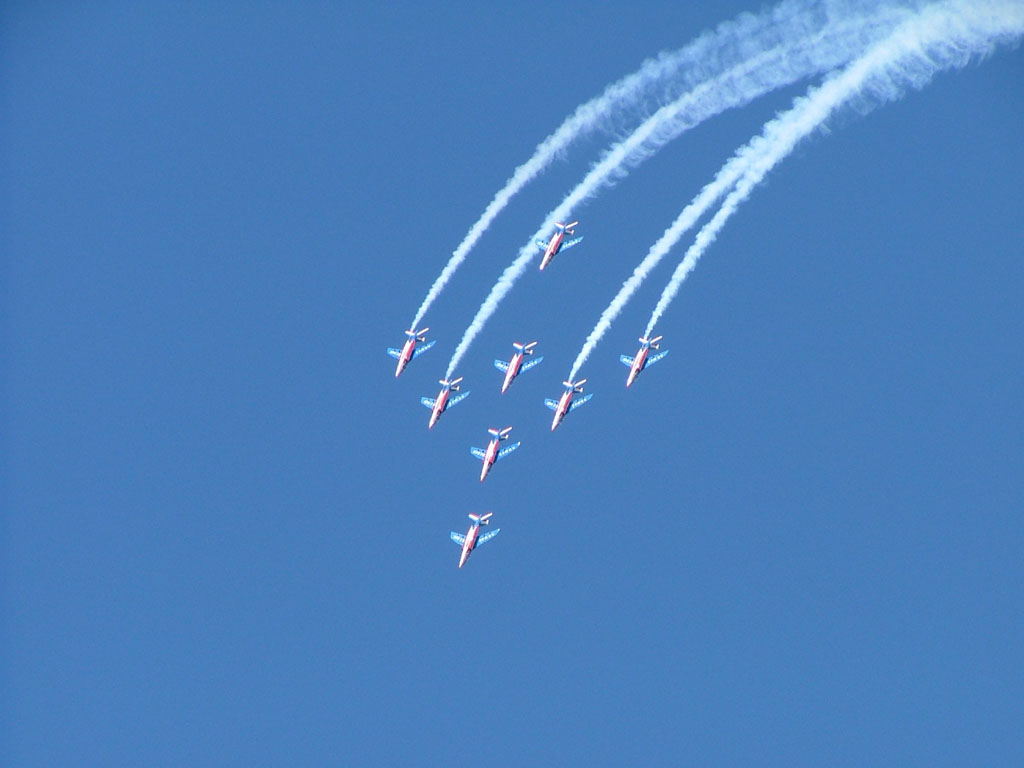
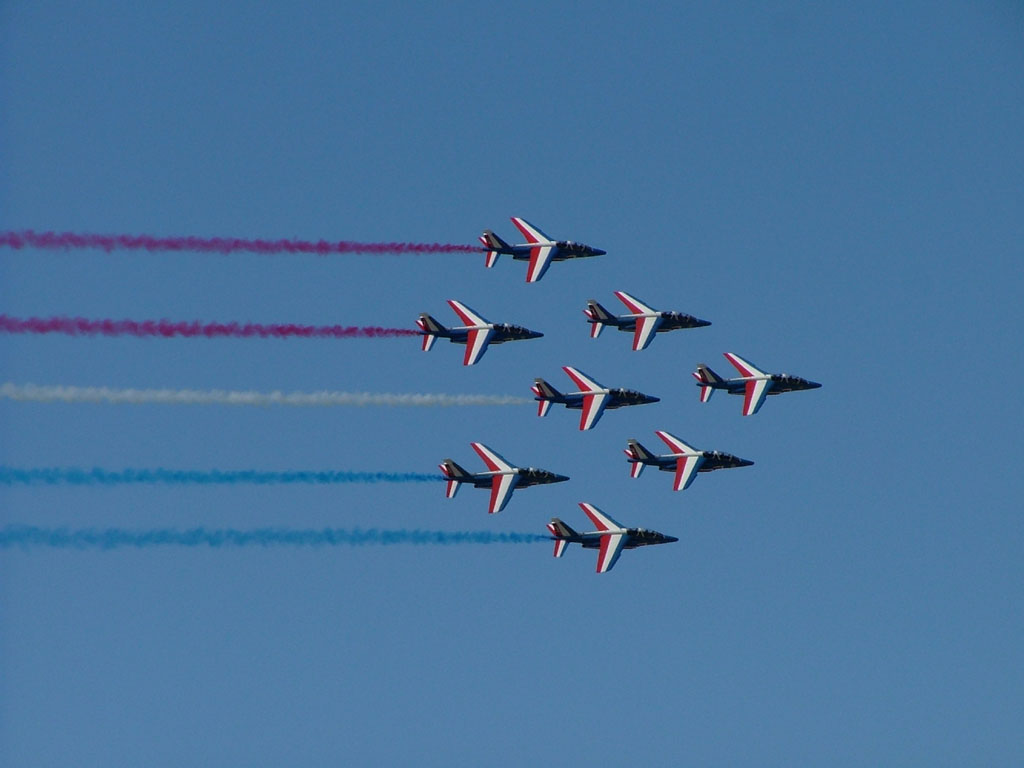
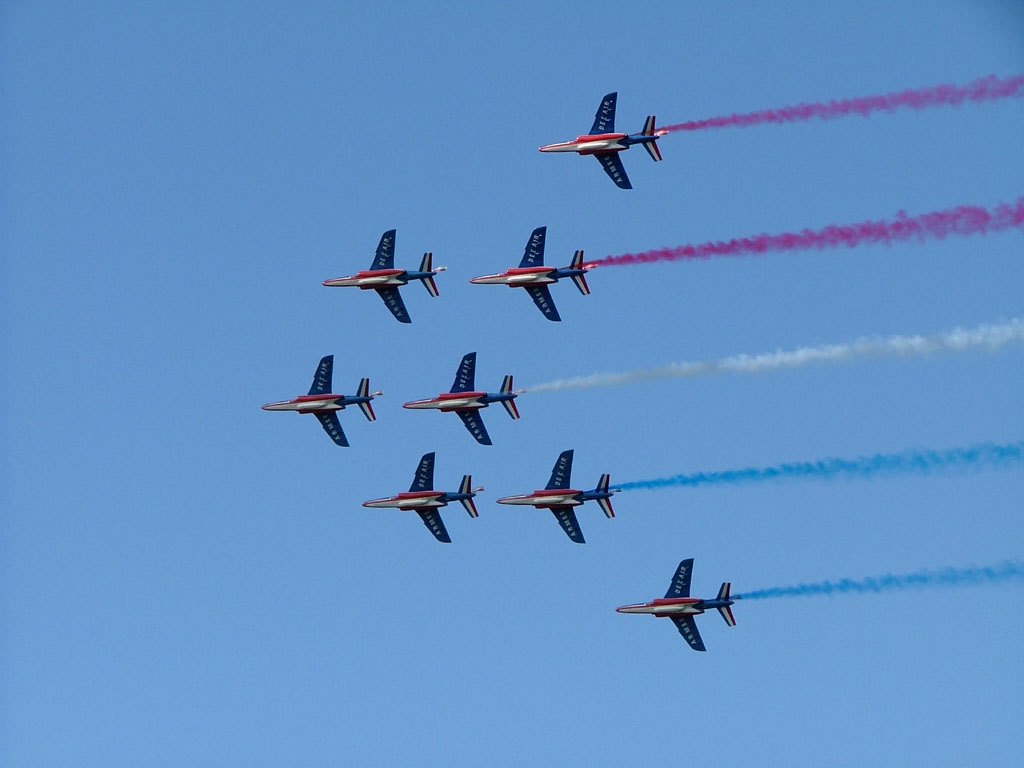